# Segersta församling
Segersta församling var en församling i Uppsala stift och i Bollnäs kommun i Gävleborgs län. Församlingen uppgick 2006 i Hanebo-Segersta församling.

## Administrativ historik
Församlingen har medeltida ursprung.
Den 1 januari 1961 överfördes till Segersta församling från Bollnäs församling ett område med 2 invånare och omfattande en areal av 0,17 km², varav allt land. Samma datum överfördes även ett obebott område från Segersta församling till Hanebo församling omfattande en areal av 2,52 km², varav 2,51 km² land.
Församlingen uppgick 1 januari 2006 i Hanebo-Segersta församling som då bildade ett eget pastorat.
Församlingskoden var 218305.

### Pastorat
- Medeltiden till 24 mars 1916: Moderförsamling i pastoratet Segersta och Hanebo.[1]
- 24 mars 1916 till 1 januari 2006: Annexförsamling i pastoratet Hanebo och Segersta.[1]

## Geografi
Segersta församling omfattade den 1 januari 1952 en areal av 81,20 km², varav 60,20 km² land. Efter nymätningar och arealberäkningar samt områdesöverföringar färdiga den 1 januari 1961 omfattade församlingen samma datum en areal av 77,16 km², varav 60,13 km² land.

## Kyrkoherdar
| Ämbetstid | Namn                   | Levnadstid | Övrigt                          |
| --------- | ---------------------- | ---------- | ------------------------------- |
| 1312      | Andreas                |            |                                 |
| 1324      | Nicolaus               |            |                                 |
| 1377      | Clemens                |            |                                 |
| 1441–1478 | Olaus Martini          | –1478      |                                 |
| 1479–1510 | Ericus                 | –1510      |                                 |
| 1511–1514 | Gregorius              | –1514      |                                 |
| 1515–1564 | Ericus Andreae         | –1564      | Kontraktsprost.                 |
| 1580–1606 | Ericus Petri           | 1523–1606  |                                 |
| 1607–1632 | Petrus Bröms           | 1560–1632  |                                 |
| 1633–1645 | Johan Gestrinius       | 1571–1645  |                                 |
| 1645–1648 | Olof Anthelius         | –1665      |                                 |
| 1648–1652 | Jonas Olai Fortelius   | 1598–1652  |                                 |
| 1652–1676 | Olaus Ol. Trodianus    | 1598–1676  |                                 |
| 1676–1677 | Petrus Gestrinius      | –1677      |                                 |
| 1678–1692 | Eric Isaeus            | 1640–1692  |                                 |
| 1693–1711 | Chrysostomus Limnelius | –1711      |                                 |
| 1713–1740 | Jonas Phragmenius      | 1669–1740  | Kontraktsprost och riksdagsman. |
| 1742–1775 | Carl Hällström         | –1775      | Kontraktsprost.                 |
| 1776–1784 | Jacob Hallgren         | 1738–1784  |                                 |
| 1785–1792 | Johan Sjöström         | 1729–1792  |                                 |
| 1794–1805 | Jonas Nordberg         | 1754–1805  |                                 |
| 1806–1811 | Pehr Johan Wallner     | 1750–1811  | Kontraktsprost.                 |
| 1812–1838 | Olof Moberger          | 1763–1838  | Kontraktsprost.                 |
| 1843–     | Johan Samuel Söderberg | 1809–      |                                 |

## Kyrkor
- Segersta kyrka